# 甲府山梨道路

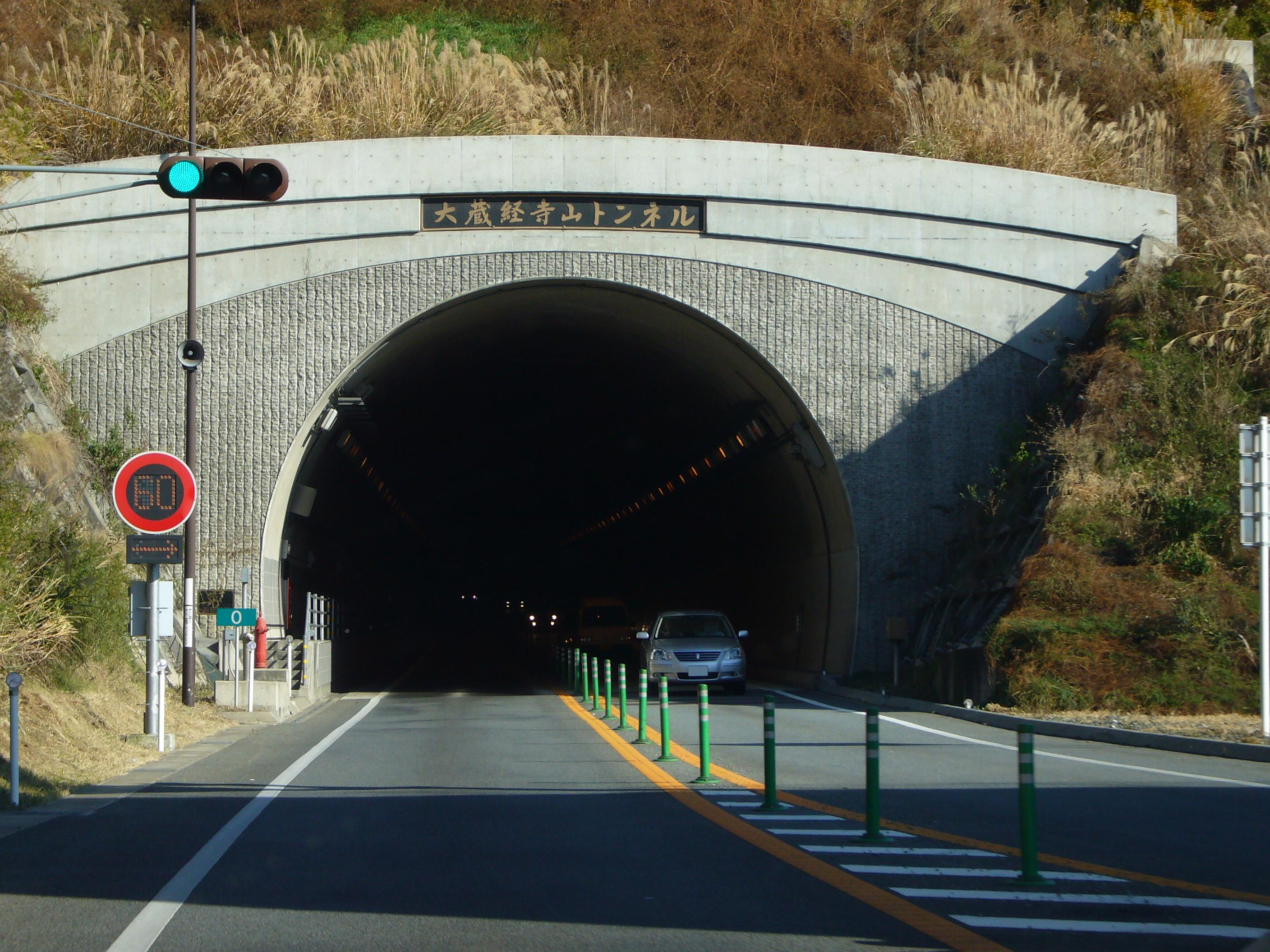
大蔵経寺山トンネル（甲府側入口）

甲府山梨道路（こうふやまなしどうろ）は、山梨県甲府市から山梨市に至る延長9.3 kmの自動車専用道路。
地域高規格道路である西関東連絡道路の一部であり、全線が国道140号に指定されている。通行料は無料。

## 解説
2018年3月現在、I期区間である甲府市の桜井ランプ - 山梨市の万力ランプ間5.4 kmが暫定2車線、II期区間である万力ランプ - 山梨市の岩手ランプ間3.9 kmが完成2車線、計9.3 kmの全線が供用されている。桜井ランプ - 万力ランプ間の対面通行車線は、将来4車線化された際、甲府市から山梨市方面へ向かう車線になる予定である。橋梁部、トンネル坑口部などを含め4車線分の用地は確保されている。案内標識などの道路標識には高速道路と同様の緑色のものが用いられているが、書体は一般道と同じ和文：ナール、英数字：ヘルベチカが使用されている。
当道路は道路規格が第3種第1級および第3種第2級ながら自動車専用道路に指定されている稀な路線であり、全国でも秋田県の角館バイパス、茨城県の常陸那珂有料道路など数例しかない。
- 起点：甲府市桜井町
- 終点：山梨市東
- 全長：9.3 km
- 車線数
  - 桜井ランプ - 万力ランプ間：暫定2車線（完成4車線）第3種1級
  - 万力ランプ - 岩手ランプ間：完成2車線 第3種2級

## 歴史
- 1997年（平成9年）：I期区間事業着手
- 2004年（平成16年）6月：桜井ランプ - 鎮目ランプ間供用開始
- 2005年（平成17年）10月：鎮目ランプ - 下岩下ランプ間供用開始
- 2006年（平成18年）12月20日：下岩下ランプ - 万力ランプ間供用開始によりI期区間完成
- 2009年（平成21年）3月：II期区間事業着手
- 2014年（平成26年）12月22日：万力ランプ - 八幡南ランプ間供用開始
- 2018年（平成30年）3月21日：八幡南ランプ - 岩手ランプ間供用開始[1]

## インターチェンジなど
| 施設名                                                                       | 接続路線名                            | 距離 (km) | 備考     | 所在地 | 座標                                   |
| ---------------------------------------------------------------------------- | ------------------------------------- | --------- | -------- | ------ | -------------------------------------- |
| 国道140号（新山梨環状道路〈予定〉・甲府バイパス〈国道140号、和戸通り経由〉） |                                       |           |          |        |                                        |
| 桜井ランプ                                                                   | 国道140号、山梨県道6号甲府韮崎線      | 0.0       | I期区間  | 甲府市 | 北緯35度39分42.1秒 東経138度37分0.6秒  |
| 大蔵経寺山トンネル（全長1,856 m）                                            |                                       |           |          |        |                                        |
| 鎮目ランプ                                                                   | 国道140号（青梅街道）鎮目北交差点     | 2.2       | I期区間  | 笛吹市 | 北緯35度40分11.6秒 東経138度38分32.6秒 |
| 下岩下ランプ                                                                 | 市道                                  | 3.3       | I期区間  | 笛吹市 | 北緯35度40分34.5秒 東経138度39分2.4秒  |
| 上岩下ランプ                                                                 | 国道140号（青梅街道）落合交差点       | 4.2       | I期区間  | 山梨市 | 北緯35度40分57.7秒 東経138度39分29.0秒 |
| 万力ランプ                                                                   | 国道140号山梨県笛吹川フルーツ公園入口 | 5.4       | I期区間  | 山梨市 | 北緯35度41分22.1秒 東経138度40分5.1秒  |
| 万力八幡トンネル（全長1,379 m）                                              |                                       |           |          |        |                                        |
| 八幡南ランプ                                                                 | 山梨県道31号甲府山梨線                | 7.7       | II期区間 | 山梨市 | 北緯35度42分14.7秒 東経138度41分6.9秒  |
| 八幡北ランプ                                                                 | 山梨県道31号甲府山梨線                |           | II期区間 | 山梨市 | 北緯35度42分26.8秒 東経138度41分18.8秒 |
| 荒神山トンネル（全長248 m）                                                  |                                       |           |          |        |                                        |
| 岩手ランプ                                                                   | 国道140号線岩手橋交差点               | 9.3       | II期区間 | 山梨市 | 北緯35度42分41.0秒 東経138度41分57.8秒 |
| 国道140号（雁坂トンネル方面）                                                |                                       |           |          |        |                                        |